# Río Maroochy
El río Maroochy es un río situado en el sureste de Queensland (Australia). Nace en las laderas orientales de la cordillera Blackall y fluye hacia el este a través de Eumundi, hasta desembocar en el mar en Cotton Tree, Maroochydore. Otros núcleos de población de su cuenca hidrográfica son Nambour, Eudlo, Yandina y Coolum.
El suburbio al sur del aeropuerto, al norte del río y al oeste de la autopista se conoce como Maroochy River.

## Curso
La cuenca hidrográfica del río Maroochy abarca 630 km² de colinas onduladas que han sido despejadas para uso agrícola y urbano. Hay tres presas en la zona de captación: la presa Wappa, la presa Cooloolabin y la presa Poona, con una capacidad total de 13 452 millones de litros.
Hay dos brazos principales: los ríos Maroochy Norte y Maroochy Sur.
Los afluentes del río son Petrie Creek, Paynter Creek, Eudlo Creek, Coolum Creek, Doonan Creek y Yandina Creek.
Hay un sistema de canales y numerosos sistemas lacustres, como Sunshine Cove, que desembocan en el río y sus arroyos.
En el río hay varias islas con nombre, como la isla Pincushion, la isla Goat, la isla Channel, la isla Chambers y la isla Bungee.

## Importancia cultural
El nombre Maroochy deriva del término que el pueblo indígena turrbal utiliza para referirse al cisne negro, marutchi.
Andrew Petrie bautizó el río Maroochy en honor a los cisnes negros que vio durante una exploración de la zona en 1842. En este viaje, dos hombres turrbal acompañaban a Petrie y, presumiblemente, le informaron sobre el nombre del cisne. El río Maroochy tiene una gran importancia cultural, ya que los registros del patrimonio cultural aborigen describen historias sobre su formación, así como sobre otras tierras importantes a nivel local, como la isla Mudjimba, el monte Coolum y el monte Ninderry.

## Medio ambiente
El río Maroochy forma parte de una iniciativa de carbono azul, la primera asociación de Australia que se compromete a ofrecer opciones de uso del suelo para actividades recreativas, agrícolas, etc., mediante enfoques medioambientalmente eficaces que mantienen y mejoran el entorno natural. La zona, descrita como el «Corazón Azul», abarca más de 5000 hectáreas y tiene como objetivo preservar los beneficios del ecosistema natural de las zonas húmedas, mejorar la salud humana y medioambiental y alcanzar el objetivo de cero emisiones netas.
El río Maroochy y las áreas de humedales bordeadas por los suburbios de Bli Bli, Marcoola, Mudjimba, Diddillibah, Twin Waters y Maroochydore consisten en varias ubicaciones de la Commonwealth de Australia, "humedales de importancia nacional" y " áreas protegidas ".

## Inundaciones
En 1893, 1951, 1974 y 1992 se produjeron importantes inundaciones en el río Maroochy. En 1994 se creó el sistema de alerta de inundaciones del río Maroochy para proporcionar predicciones sobre el nivel del río al Consejo del Condado de Maroochy.

## Historia
En los primeros tiempos de la colonización, la única forma de viajar de Yandina a Maroochydore era en barco por el río Maroochy.
En 1930, el crecimiento de los asentamientos urbanos mejoró debido a los cambios en el acceso al transporte en la región del río Maroochy.
La desembocadura del río se vio afectada por el vertido de petróleo que tuvo lugar en el sureste de Queensland en 2009, llegando a situarse a unos dos kilómetros río arriba del puente Maroochy.